# 王殿忠
王 殿忠（おう でんちゅう、1882年 – 1951年）は、中華民国・満洲国の軍人。回族で旧名は王道光。別号は孝先。中華民国時代は張宗昌率いる直魯聯軍に属し、満洲国では第1軍管区司令官（陸軍上将）をつとめた。

## 事績

### 直魯聯軍での活動
初等中学卒業後に江蘇陸軍補助教導団に所属した。その後は江蘇陸軍で排長、連長、営長を歴任し、1914年（民国3年）に福建省へ移って督軍署中校参謀に任命された。1916年（民国5年）、督軍署衛隊第1団団長に任命され、上校参謀もつとめている。
1926年（民国15年）、王殿忠は山東省の張宗昌配下となり、直魯聯軍に属することになった。直魯聯軍では第6軍騎兵第23団団長、第12連隊司令兼江北警備司令兼津浦護路司令を歴任し、1928年（民国17年）には騎兵総指揮兼歩兵第1師師長兼前敵総司令に任命されている。北伐軍に敗れて直魯聯軍が崩壊すると、王も国民政府から指名手配されている。王は各地を逃亡した末に、天津の日本租界へ逃げ込んだ。

### 満洲国での活動
国民政府時代は雌伏を強いられた王殿忠だったが、満洲事変勃発後に日本側と連絡を取り合い、再起することになる。満洲国建国後の1932年（大同元年）、奉天省暫編陸軍歩兵第1旅中将旅長兼遼河地区警備司令として起用された。翌1933年（大同2年）、奉天省警備軍混成第3旅旅長兼遼河地区警備司令となる。1934年（康徳元年）、第1軍管区（司令官：于芷山）第1地区警備司令官（安東地区）となる。
1936年（康徳3年）、王殿忠は第6軍管区（牡丹江）司令官に起用され、同年8月24日、第5軍管区司令官・王静修と共に陸軍上将に昇進した。1938年（康徳5年）、王殿忠は第1軍管区司令官に移り、1941年（康徳8年）3月3日、軍事諮議官となった。

### 晩年・最期
満洲国崩壊後、王殿忠は中国国民党営口支部書記長と連携し、営口治安（維持）委員会兼市長に就任した。翌1946年（民国35年）、中国共産党軍に王殿忠は逮捕され、安東省自治政府の地域へ連行・収監された。ところが情勢の変化により王殿忠は赦免され、元同僚の王家善の推薦で営口市政府顧問に起用されている。
中華人民共和国建国後の1950年12月、王殿忠は反革命罪で当局に摘発され、翌1951年に処刑された。享年70。

## 注
1. 1 2 3 4 5  帝国秘密探偵社編(1943)、「満洲」68頁。
2. 1 2 3 4  尾崎監修(1940)、10頁。
3. ↑  高・王主編(1993)、383頁は「1880年生まれ」としているが、本記事は帝国秘密探偵社編(1943)と尾崎監修(1940)に従う。
4. 1 2 3 4 5 6 7 8 9 10 11  高・王主編(1993)、383頁。
5. ↑  帝国秘密探偵社編(1943) 、「満洲」68頁は、この時に王殿忠が「第1軍管区司令官」になったとしているが、于芷山の軍歴と矛盾・抵触するため、誤りと考えられる。
6. ↑  「海外ニュース/満洲国上将二名」『朝日新聞』（東京）昭和11年8月25日、3面。
7. ↑  「満洲国軍首脳異動」『朝日新聞』（東京）昭和16年3月4日朝刊、2面。
8. ↑  高・王主編(1993)、383頁は「1940年」としているが誤り。
9. ↑  満洲国の軍人だが、密かに中国国民党との連携を取っていた人物。後に営口で中国共産党側へ転向し、東北人民解放軍第5師師長として朝鮮戦争にも参戦した。1979年没。